# Ken Fisher
Kenneth Lawrence Fisher (* 29. November 1950 in San Francisco, Kalifornien) ist ein US-amerikanischer Investment-Analyst sowie Gründer und Vorsitzender von Fisher Investments, einer Firma für Finanzberatung und Vermögensverwaltung mit Sitz in Camas, Washington. Als Autor schrieb Fisher Kolumnen, von 1984 bis 2017 die Forbes-Kolumne Portfolio Strategy, sowie mehrere Bücher über Anlagestrategien und Verhaltensökonomik. Im Jahr 2023 wurde sein Privatvermögen vom Forbes-Magazin auf 7,1 Milliarden Dollar geschätzt.

## Leben
Ken Fisher, drittjüngster Sohn des Wertpapieranalysten und Vermögensverwalters Philip Fisher und dessen Ehefrau Dorothy, geborene Whyte, wuchs im kalifornischen San Mateo auf. In Arcata besuchte er die Humboldt State University, wo er ein Studium der Forstwissenschaft begann, 1972 aber im Fach Economics abschloss. Nachdem er einige Jahre in der Firma seines Vaters gearbeitet hatte, machte er sich 1979 mit der eigenen Firma Fisher Investments als Vermögensberater selbständig. Im Laufe der Zeit gelang es seinem Unternehmen, zu einem der weltweit führenden Firmen für Finanzberatung und Vermögensverwaltung aufzusteigen. Im Jahr 1993 erreichte das von seiner Firma verwaltete Vermögen erstmals eine Summe von einer Milliarde Dollar, 2000 expandierte Fisher Investments in ausländische Märkte. 2007 hatte er rund 1100 Angestellte, die in den Vereinigten Staaten, in Kanada, im Vereinigten Königreich und in Deutschland Portfolios und Fonds im Wert von 45 Milliarden Dollar von Kunden mit einer Mindesteinlage von einer halben Million Dollar verwalteten. In Deutschland gründete er 2007 zusammen mit Thomas Grüner die Vermögensverwaltung Grüner Fisher Investments mit Sitz in Rodenbach in der Westpfalz.
Global wurden zum 30.06.2025 Vermögenswerte von mehr als 283 Milliarden Euro von Fisher Investments und seinen Tochterunternehmen verwaltet – mehr als 243 Milliarden Euro davon für Privatkunden und 39 Milliarden Euro für institutionelle Kunden.
1984 legte Fisher in seinem Bestseller Super Stocks ein vielbeachtetes neues Konzept der Aktienauswahl unter Anwendung der Aktienkennzahl Kurs-Umsatz-Verhältnis dar, indem er herausfand, dass „Super Companies“, die in der Lage waren, innerhalb der letzten drei bis fünf Jahre ihren Kurswert zu verdreifachen bis zu verzehnfachen, kaum signifikant abrutschen. Ab Ende der 1980er Jahre veröffentlichte Fisher weitere Bücher, darunter solche, die zu Bestsellern aufstiegen, etwa The Only Three Questions That Count, The Ten Roads to Riches, How to Smell a Rat und Debunkery.

## Schriften (Auswahl)
- Super Stocks. Dow Jones-Irwin, Homewood/Illinois 1984, ISBN 0-87094-552-1; deutscher Titel: Die Kunst der richtigen Aktienauswahl – die Investmentphilosophie einer Börsenlegende. FinanzBuch, München 2008, ISBN 978-3-89879-358-2.
- mit Jennifer Chou und Lara Hoffmans: The Only Three Questions that Count. Investing by Knowing What Others Don’t. John Wiley & Sons, Hoboken/New Jersey 2006, ISBN 0-470-07499-X.
- mit Lara Hoffmans: The Ten Roads to Riches. The Ways the Wealthy Got There (and How You Can Too!). John Wiley & Sons, Hoboken/New Jersey 2008, ISBN 978-0-470-28536-7.
- mit Lara Hoffmans: How to Smell a Rat. The Five Signs of Financial Fraud. John Wiley & Sons, Hoboken/New Jersey 2009, ISBN 978-0-470-63196-6.
- mit Lara Hoffmans: Debunkery. Learn It, Do It, and Profit From It – Seeing Through Wall Street’s Money-Killing Myths. John Wiley & Sons, Hoboken/New Jersey 2010, ISBN 978-1-118-07701-6.